# Acquaiolo

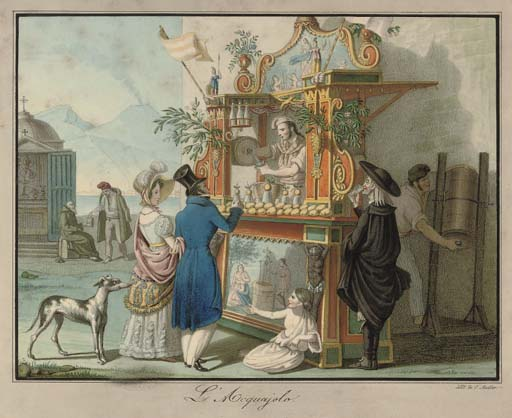
Napoli: L'Acquajolo disegnato da Carlo Muller (primi del XIX secolo)

L’acquaiolo (o aquaiola) era in passato un venditore ambulante di acqua da bere. Attualmente il mestiere non è più praticato, con qualche eccezione in alcuni luoghi.

L'acquaiolo nel Regno di Napoli, illustrazione del 1835

## Descrizione
In Italia svolgeva prevalentemente la funzione di venditore ambulante di acqua potabile, che raccoglieva dalle fonti o dai pozzi e trasportava su un carretto, ma poteva anche lavorare durante le feste paesane, magari offrendo ai passanti acqua con succo di limone. Pur essendo un mestiere antico, praticato nel Medioevo da chi apparteneva alla corporazione degli acquarenari, questa figura continua ad essere presente ai giorni nostri nelle strade di Napoli, dove, in piccoli chioschi, vende acqua opportunamente mantenuta al fresco in apposite anfore e altre bevande, come granite o acqua con bicarbonato e, in tempi moderni, tè freddo e bibite varie.

### Nell'arte
Francisco Goya ha dipinto L'acquaiola, olio su tela, 1808-1812, Museo di belle arti (Budapest). Vincenzo Gemito ha scolpito L'acquaiolo, conservato al Museo Casa Natale di Michelangelo Buonarroti di Caprese Michelangelo, Arezzo.